# 아프리카TV 스타리그 시즌2
아프리카TV 스타리그 시즌2는 대한민국의 스타크래프트 리그인 아프리카TV 스타리그의 두번째 대회이다. 아프리카TV와 콩두컴퍼니가 공동으로 진행하였으며, 아프리카TV, 유튜브 등으로 송출됐다.
2016년 11월 26일 서울 예선전을 시작으로 다음해 2017년  1월 22일 결승전으로 리그가 종료됐다. 우승자는 이영호, 준우승자는 염보성이다.

## 배경
2016년 9월 종료된 아프리카TV 스타리그 시즌1 이후 아프리카TV는 11월 11일 시즌 2 개막을 발표했다. 이날 발표에 따르면 ASL 시즌2의 본선(방송경기)은 16강이 아닌 24강부터 시작되며, 24강에서 각조 듀얼 토너먼트(더블 엘리미네이션 토너먼트) 방식으로 12명을 가려낸다. 이 12명과 ASL 시즌1의 4강 진출자 4명을 합쳐 16강을 치른다. 16강은 다시 조별 듀얼 토너먼트로 진행되고 8강부터 결승까지는 싱글 엘리미네이션 토너먼트로 진행된다.
특히 시즌2는 스타크래프트 1 공식리그가 있던 시절 가장 인기가 있었던 택뱅리쌍 선수들이 출전한다. 시즌1 당시에는 4명 중 이영호만 출전했다.

## 리그 진행
2016년 11월 26일과 27일 각각 서울과 부산에서 예선이 개최됐다. 지난 시즌과 달리 24명이 예선전을 통과했다. 부산 예선을 통과한 최영현은 프로게이머 경력 없는 순수 아마추어로 예선을 뚫었다.
- 서울 예선 통과자 : 이영호, 박성균, 윤찬희(이상 테란), 임홍규, 김정우, 김민철(이상 저그), 김택용, 송병구, 윤용태, 도재욱, 진영화, 김규회(이상 프로토스)
- 부산 예선 통과자 : 이재호, 변형태, 유영진, 김태영(이상 테란), 이제동, 조일장, 이예준, 한두열, 김범성(이상 저그), 정윤종, 김승현 최영현(이상 프로토스)

### 24강전
예선 통과자 24명이 6개 조로 나뉘어 더블 엘리미네이션 토너먼트 방식으로 조당 2명이 진출했다. 맵은 1,2차전은 벤젠, 승자전과 패자전은 서킷 브레이커, 최종전엔 태풍의 눈이 사용됐다. 조별 순위는 다음과 같다. 앞의 두명은 16강 진출자, 뒤의 두명은 탈락자다.
| 조  | Match1 | Match1 | Match2 | Match2 | 승자전 | 승자전 | 패자전 | 패자전 | 최종전 | 최종전 |
| --- | ------ | ------ | ------ | ------ | ------ | ------ | ------ | ------ | ------ | ------ |
| A조 | 김택용 | 임홍규 | 김태영 | 김승현 | 김택용 | 김태영 | 임홍규 | 김승현 | 김태영 | 김승현 |
| B조 | 김정우 | 이재호 | 정윤종 | 김범성 | 김정우 | 정윤종 | 이재호 | 김범성 | 김정우 | 이재호 |
| C조 | 송병구 | 유영진 | 윤용태 | 한두열 | 송병구 | 윤용태 | 유영진 | 한두열 | 윤용태 | 유영진 |
| D조 | 이영호 | 이예준 | 진영화 | 김민철 | 이영호 | 김민철 | 이예준 | 진영화 | 김민철 | 진영화 |
| E조 | 이제동 | 윤찬희 | 도재욱 | 김규회 | 이제동 | 도재욱 | 윤찬희 | 김규회 | 이제동 | 윤찬희 |
| F조 | 조일장 | 박성균 | 변형태 | 최영현 | 조일장 | 변형태 | 박성균 | 최영현 | 변형태 | 박성균 |

- A조 : 김택용(P), 김승현(P), 김태영(T), 임홍규(Z)
- B조 : 정윤종(P), 이재호(T), 김정우(Z), 김범성(Z)
- C조 : 송병구(P), 유영진(T), 윤용태(P), 한두열(Z)
- D조 : 이영호(T), 진영화(P), 김민철(Z), 이예준(Z)
- E조 : 도재욱(P), 이제동(Z), 윤찬희(T), 김규회(P)
- F조 : 조일장(Z), 박성균(T), 변형태(T), 최영현(P)
- 테란 진출자(4) : 이재호, 유영진, 이영호, 박성균
- 저그 진출자(2) : 이제동, 조일장
- 프로토스 진출자(6) : 김택용, 김승현, 정윤종, 송병구, 진영화, 도재욱

경기 결과 16강 진출 비율은 시드권자 포함 테란 7, 저그 2, 프로토스 7로 결정됐다.

### 16강전
24강을 통과한 12명과 시즌1 시드권자 4명(김윤중, 조기석, 김성현, 염보성)을 합친 16명이 4개 조로 나뉘어 편성됐다. 맵은 1,2차전은 데미안, 승자전과 패자전은 벤젠, 최종전엔 서킷 브레이커가 사용됐다. 24강과 마찬가지로 듀얼 토너먼트 방식으로 조당 2명이 8강에 진출했다.
2016년 12월 13일 조지명식 및 각 조별 순위는 다음과 같다. 조별 경기는 2016년 12월 18일, 20일, 25일, 27일 열렸다. 시드권자 4명 중 3명이 탈락했다.
| 조  | Match1 | Match1 | Match2 | Match2 | 승자전 | 승자전 | 패자전 | 패자전 | 최종전 | 최종전 |
| --- | ------ | ------ | ------ | ------ | ------ | ------ | ------ | ------ | ------ | ------ |
| A조 | 김윤중 | 김승현 | 이재호 | 송병구 | 김승현 | 송병구 | 김윤중 | 이재호 | 이재호 | 김승현 |
| B조 | 조기석 | 박성균 | 이제동 | 도재욱 | 박성균 | 도재욱 | 조기석 | 이제동 | 박성균 | 이제동 |
| C조 | 김성현 | 유영진 | 김택용 | 조일장 | 김택용 | 김성현 | 유영진 | 조일장 | 김성현 | 조일장 |
| D조 | 염보성 | 이영호 | 진영화 | 정윤종 | 이영호 | 진영화 | 염보성 | 정윤종 | 진영화 | 염보성 |

- A조 : 송병구(P), 김승현(P), 이재호(T), 김윤중(P)
- B조 : 도재욱(P), 이제동(Z), 박성균(T), 조기석(T)
- C조 : 김택용(P), 조일장(Z), 김성현(T), 유영진(T)
- D조 : 이영호(T), 염보성(T), 진영화(P), 정윤종(P)
- 테란 진출자(2) : 이영호, 염보성
- 저그 진출자(2) : 이제동, 조일장
- 프로토스 진출자(4) : 송병구, 김승현, 도재욱, 김택용

### 8강
8강전은 5판 3선승제로 진행됐으며, 태풍의눈, 데미안, 서킷브레이커, 벤젠 4개의 맵을 사용했다. 8강 경기는 2017년 1월 2일, 3일, 8일, 10일 진행됐다. 경기 결과는 다음과 같다.
8강 A조 - 김택용(P) [0] VS [3] 염보성(T)
| 김택용(P) | MAP          | 염보성(T) |
| --------- | ------------ | --------- |
| L         | 태풍의 눈    | W         |
| L         | 데미안2      | W         |
| L         | 서킷브레이커 | W         |
| -         | 벤젠         | -         |
| -         | 태풍의 눈    | -         |

8강 B조 - 도재욱(P) [3] VS [1] 조일장(Z)
| 도재욱(P) | MAP          | 조일장(Z) |
| --------- | ------------ | --------- |
| W         | 서킷브레이커 | L         |
| W         | 태풍의 눈    | L         |
| L         | 벤젠         | W         |
| W         | 데미안2      | L         |
| -         | 서킷브레이커 | -         |

8강 C조 - 이영호(T) [3] VS [1] 김승현(P)
| 이영호(T) | MAP          | 김승현(P) |
| --------- | ------------ | --------- |
| W         | 태풍의 눈    | L         |
| W         | 서킷브레이커 | L         |
| L         | 데미안2      | W         |
| W         | 벤젠         | L         |
| -         | 태풍의 눈    | -         |

8강 D조 - 송병구(P) [0] VS [3] 이제동(Z)
| 송병구(P) | MAP          | 이제동(Z) |
| --------- | ------------ | --------- |
| L         | 데미안2      | W         |
| L         | 서킷브레이커 | W         |
| L         | 태풍의 눈    | W         |
| -         | 벤젠         | -         |
| -         | 데미안2      | -         |

### 4강
4강전도 5판 3선승제로 진행됐으며, 1월 15일, 17일 진행됐다. 경기 결과는 다음과 같다.
4강 A조 - 염보성(T) [3] VS [2] 도재욱(P)
| 염보성(T) | MAP          | 도재욱(P) |
| --------- | ------------ | --------- |
| W         | 태풍의 눈    | L         |
| L         | 벤젠         | W         |
| L         | 서킷브레이커 | W         |
| W         | 데미안2      | L         |
| W         | 태풍의 눈    | L         |

4강 B조 - 이영호(T) [3] VS [2] 이제동(Z)
| 이영호(T) | MAP          | 이제동(Z) |
| --------- | ------------ | --------- |
| L         | 태풍의 눈    | W         |
| W         | 서킷브레이커 | L         |
| W         | 데미안2      | L         |
| L         | 벤젠         | W         |
| W         | 태풍의 눈    | L         |

### 결승
1월 18일 아프리카TV는 결승전 공지를 올렸다. 공지에 따르면 1월 22일 오후 5시, 연세대학교 대강당에서 이영호와 염보성의 결승전이 열린다. 또한 관람객 이벤트로 오버워치, 스타크래프트 II: 공허의 유산 등 블리자드 엔터테인먼트 관련 상품이 제공된다. 또한 후원사인 KT의 기가 인터넷 회원 전용 좌석도 따로 마련됐다.
결승전 맵 순서는 데미안2-벤젠-서킷 브레이커-태풍의 눈-데미안2으로 결정됐다. 테란 대 테란 결승은 EVER 스타리그 2004 최연성 대 임요환 이후 13년만에 성사됐다.
이영호의 경우 스타크래프트1 공식리그 시절부터 수차례 우승을 하며 최고의 테란 선수로 꼽히는 반면, 염보성은 프로리그에서만 좋은 성적을 거뒀을 뿐 개인 리그 결승전에 진출한 바 없었다. 한편 ASL 시즌 1 16강 C조에서는 염보성이 이영호를 이긴 바 있다.
결승전 - 염보성(T) [1] VS [3] 이영호(T)
| 염보성(T) | MAP          | 이영호(T) |
| --------- | ------------ | --------- |
| L         | 데미안2      | W         |
| W         | 벤젠         | L         |
| L         | 서킷브레이커 | W         |
| L         | 태풍의 눈    | W         |
| -         | 데미안2      | -         |

경기 결과 이영호가 3승 1패(승패승승)로 염보성을 꺾고 우승을 차지했다. 이영호는 우승상금 2000만원과 기가 인터넷 특별상금 250만원을 받았다. 염보성은 준우승 상금 500만원과 기가 인터넷 특별상금 250만원을 받았다.
아프리카TV에 따르면 이날 동시 접속자는 23만 명이었으며 연세대 대강당의 좌석과 입석 1700석이 꽉 찼다.

## 기록
- 4447일만의 테테전 결승
- 2048일만의 이영호 우승
- 23만명 - 결승전 동시 접속자수[5]
- 34만명 - 본방송 최대 접속자수(4강전 이영호 대 이제동)
- 232만명 - 중계방송 최대 접속자수(4강전 이영호 대 이제동)
- 2206일만의 리쌍록 (4강)
- 2217만회 - 생방송, 재방송 전체 시청 횟수[6]